# Carlos Díaz de Mendoza
Carlos Fernando Díaz de Mendoza y Guerrero (Madrid, 4 de septiembre de 1898 - ibidem, 18 de mayo de 1960) fue un actor español.

## Biografía

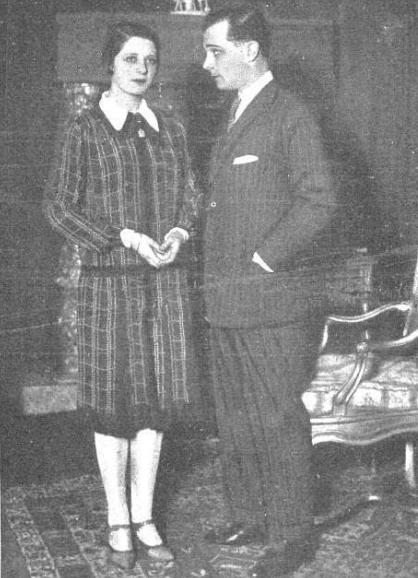
Carlos Díaz de Mendoza y su esposa Carmen Larrabeiti en 1928

Hijo de los actores María Guerrero y Fernando Díaz de Mendoza, se inició en el mundo de la interpretación, al igual que su hermano mayor Fernando, en la compañía de sus padres cuando apenas contaba 20 años. Ello le permitió estrenar obras de los mejores dramaturgos españoles del momento como Jacinto Benavente (La vestal de Occidente, 1919), los Hermanos Álvarez Quintero (La calumniada, 1919), Pedro Muñoz Seca (El último pecado, 1918), los Hermanos Machado (Desdichas de la fortuna o Julianillo Valcárcel, 1926), Luis Fernández Ardavín (El doncel romántico, 1922; La vidriera milagrosa, 1924).
Actor pionero del cine español, su primera película fue La chica del gato, versión de la obra homónima de Carlos Arniches. 
Tras la muerte de su madre, formó compañía propia con su esposa, la también actriz Carmen Larrabeiti (con la que había contraído matrimonio en 1926), estrenado, entre otras obras Las hogueras de San Juan (1930), de Juan Ignacio Luca de Tena.
A principios de los años 30 se instala con su esposa en Estados Unidos, contratados por la 20th Century Fox para rodar versiones en castellano de películas de Hollywood para el público hispanoparlante, práctica habitual en los inicios del cine sonoro. Allí grabaron Sarah and son (1930), La carta (1931) y La fiesta del diablo (1931). 
De regreso a España, tras la retirada de los escenarios de su esposa y la Guerra civil, en los años 40 formó compañía con la actriz Rosario García Ortega y continuó trabajando en teatro hasta finales de la década cuando retomó con fuerza su carrera en la gran pantalla.
Llegó a intervenir en más de 40 películas, entre las que deben destacarse La duquesa de Benamejí (1949), de Luis Lucia; Pequeñeces (1950), de Juan de Orduña; El negro que tenía el alma blanca (1951), de Hugo del Carril; Séptima página, de Ladislao Vajda; Novio a la vista (1954), de Luis García Berlanga; Recluta con niño (1956), de Pedro Luis Ramírez; Las muchachas de azul (1957), de Pedro Lazaga; La vida por delante (1958) y La vida alrededor (1959), ambas de su sobrino Fernando Fernán Gómez y Los tramposos (1959), de Lazaga.
Falleció en su domicilio a causa de un infarto de miocardio.
Padre de la actriz Mari Carmen Díaz de Mendoza.